# Molly Price
Molly Evan Price (North Plainfield, 15 dicembre 1966) è un'attrice statunitense.

## Biografia
Nasce a North Plainfield, nel New Jersey, e si diploma nel 1984. Prosegue con gli studi fino ad ottenere una laurea alla Rutgers University. Si sposa con Derek Kelley, un vigile del fuoco di New York City e nel novembre 2003 nasce suo figlio Jake.

## Carriera
È principalmente conosciuta per il ruolo di Faith Yokas nel telefilm Squadra Emergenza, dove interpreta per sei stagioni un poliziotto (poi detective) di New York City. Ha partecipato a molti episodi della serie di telefilm ambientati in Australia Le sorelle McLeod. Ha avuto una piccola parte nel film di Woody Allen Sweet and Lowdown e nel thriller psicologico Chasing Sleep. È apparsa in due episodi di Sex and the City nel ruolo di Susan Sharon, in Senza traccia e ER. Ha interpretato Ruth Treadwell in Bionic Woman.

## Filmografia

### Cinema
- Quell'uomo sarà mio (Jersey Girl), regia di David Burton Morris (1992)
- Risk, regia di Deirdre Fishel (1994)
- Baciami Guido (Kiss Me, Guido), regia di Tony Vitale (1997)
- Ties to Rachel, regia di Jon Resnik (1997)
- Falso tracciato (Pushing Tin), regia di Mike Newell (1999)
- Accordi e disaccordi (Sweet and Lowdown), regia di Woody Allen (1999)
- Destini incrociati (Random Hearts), regia di Sydney Pollack (1999)
- Chasing Sleep, regia di Michael Walker (2000)
- The Sleepy Time Gal, regia di Christopher Münch (2001)
- L'ultimo guerriero (Just Visiting), regia di Jean-Marie Poiré (2001)
- Cugini, regia di John Gigante (2001)
- Davanti agli occhi (The Life Before Her Eyes), regia di Vadim Perelman (2007)
- What Goes Up, regia di Jonathan Glatzer (2009)
- Come lo sai (How Do You Know), regia di James L. Brooks (2010)
- The Good Doctor, regia di Lance Daly (2011)
- Not Fade Away, regia di David Chase (2012)
- Coppia diabolica (The Devil You Know), regia di James Oakley (2013)
- God's Pocket, regia di John Slattery (2014)

### Televisione
- The General Motors Playwright Theater – serie TV, episodio 2x03 (1991)
- Come Cenerentola (The Counterfeit Contessa) – film TV (1994)
- The Shamrock Conspiracy – film TV (1995)
- Bless This House – serie TV, 13 episodi (1995)
- Dellaventura – serie TV, episodio 1x11 (1997)
- Encore! Encore! – serie TV, episodio 1x01 (1998)
- Saint Maybe – film TV (1998)
- Trinity – serie TV, episodio 1x07 (1999)
- Sex and the City – serie TV, episodi 2x02-4x15 (1999-2002)
- Medical Investigation – serie TV, episodio 1x17 (2005)
- Squadra Emergenza (Third Watch) – serie TV, 131 episodi (1999-2005)
- Law & Order - I due volti della giustizia (Law & Order) – serie TV, 4 episodi (1991-2006)
- Studio 60 on the Sunset Strip – serie TV, episodio 1x14 (2007)
- Senza traccia (Without a Trace) – serie TV, episodi 5x18-5x19 (2007)
- Bionic Woman – serie TV, 9 episodi (2007)
- E.R. - Medici in prima linea (ER) – serie TV, episodi 8x19-15x04 (2002-2008)
- Eleventh Hour – serie TV, episodio 1x15 (2009)
- Lie to Me – serie TV, episodio 1x13 (2009)
- The Mentalist – serie TV, episodio 2x04 (2009)
- Private Practice – serie TV, episodio 3x11 (2010)
- Nip/Tuck – serie TV, episodio 6x16 (2010)
- Body of Proof – serie TV, episodio 1x07 (2011)
- Person of Interest – serie TV, episodio 1x02 (2011)
- Shameless – serie TV, episodi 2x02-2x03 (2012)
- Blue Bloods – serie TV, episodio 2x12 (2012)
- Elementary – serie TV, episodio 1x04 (2012)
- Deception – serie TV, episodi 1x03-1x05 (2013)
- The Good Wife – serie TV, episodio 5x01 (2013)
- White Collar – serie TV, episodio 5x01 (2013)
- The Knick – serie TV, 8 episodi (2014-2015)
- Law & Order - Unità vittime speciali (Law & Order: Special Victims Unit) – serie TV, episodio 16x17 (2015)
- The Slap – miniserie TV, episodi 7-8 (2015)
- The Blacklist – serie TV, episodio 3x13 (2016)
- Madam Secretary – serie TV, episodio 2x16 (2016)
- Bates Motel – serie TV, episodio 4x10 (2016)
- Feud – serie TV, episodi 1x02-1x04-1x06 (2017)
- The Path – serie TV, 4 episodi (2017)
- Bloodline – serie TV, episodi 3x05-3x06-3x07 (2017)
- American Crime Story – serie TV, episodio 2x07 (2018)
- The Good Cop – serie TV, episodi 1x01-1x10 (2018)
- And Just Like That... – serie TV, episodio 1x02 (2021)
- Elsbeth – serie TV, 7 episodi (2024-2025)
- Will Trent – serie TV, episodio 3x15 (2025)

## Doppiatrici italiane
Nelle versioni in italiano delle opere in cui ha recitato, Molly Price è stata doppiata da:
- Cristina Boraschi in Squadra Emergenza, Private Practice, Blue Bloods, White Collar
- Cinzia De Carolis in Sex and the City (1ª voce)
- Claudia Balboni in Sex and the City (2ª voce)
- Roberta Gasparetti in The Mentalist
- Anna Radici in Nip/Tuck
- Emilia Costa in Coppia diabolica
- Alessandra Cassioli in The Knick
- Barbara Castracane in God's Pocket
- Laura Boccanera in Law & Order - Unità vittime speciali
- Irene Di Valmo in The Blacklist
- Roberta Pellini in Bloodline
- Antonella Giannini in The Good Cop
- Ilaria Latini in And Just Like That...
- Anna Cugini in Will Trent